# Гуттаперчевый мальчик (фильм, 1957)
«Гуттапе́рчевый ма́льчик» — советский художественный фильм, экранизация одноимённой повести русского писателя Д. В. Григоровича.

## Сюжет
Конец XIX века. Петя, восьмилетний сирота, отдан «в обучение» немцу-акробату Карлу Беккеру, который бранью и побоями приобщает нового помощника к цирковой профессии и нещадно эксплуатирует ребёнка в своих выступлениях. Единственным утешением, скрашивавшим суровую жизнь «гуттаперчевого мальчика», как именовали Петю на афишах, была забота ковёрного клоуна Эдвардса (одна из лучших ролей Алексея Грибова), который жалел сироту и тайком обучал его настоящему цирковому искусству. Во время одного из выступлений Петя, выполняя по требованию Беккера сложный трюк, на глазах публики сорвался с высоты.
В советском фильме впервые после перерыва, начавшегося в конце 1920-х годов в кадре была показана смерть ребенка.

## В ролях
- Саша Попов — Петя, «гуттаперчевый мальчик»
- Алексей Грибов — клоун Эдвардс
- Михаил Названов — акробат Беккер
- Инна Фёдорова — Варвара Акимовна
- Ольга Викландт — Мария Павловна
- Иван Коваль-Самборский — директор цирка
- Андрей Попов — граф Листомиров
- Марианна Стриженова — графиня
- Александра Попова — тётя Соня
- Зинаида Воркуль - прачка

## Съёмочная группа
- Автор сценария: Михаил Вольпин
- Режиссёр: Владимир Герасимов
- Оператор: Галина Пышкова
- Композитор: Антонио Спадавеккиа
- Художник: Георгий Турылёв